# Maria Branyas Morera

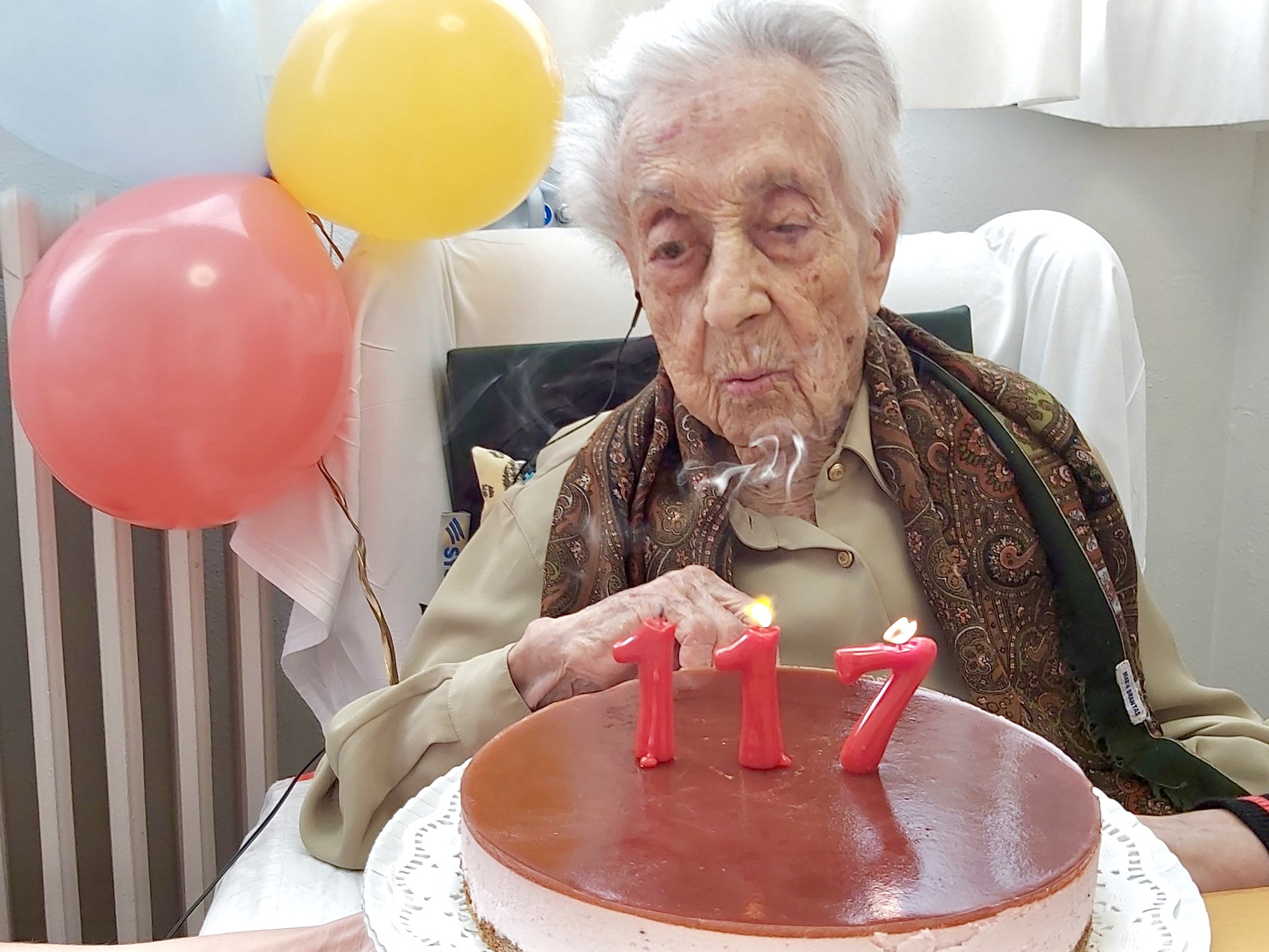
Maria Branyas an ihrem 117. Geburtstag am 4. März 2024 im Seniorenwohnheim Santa Maria del Tura in Olot

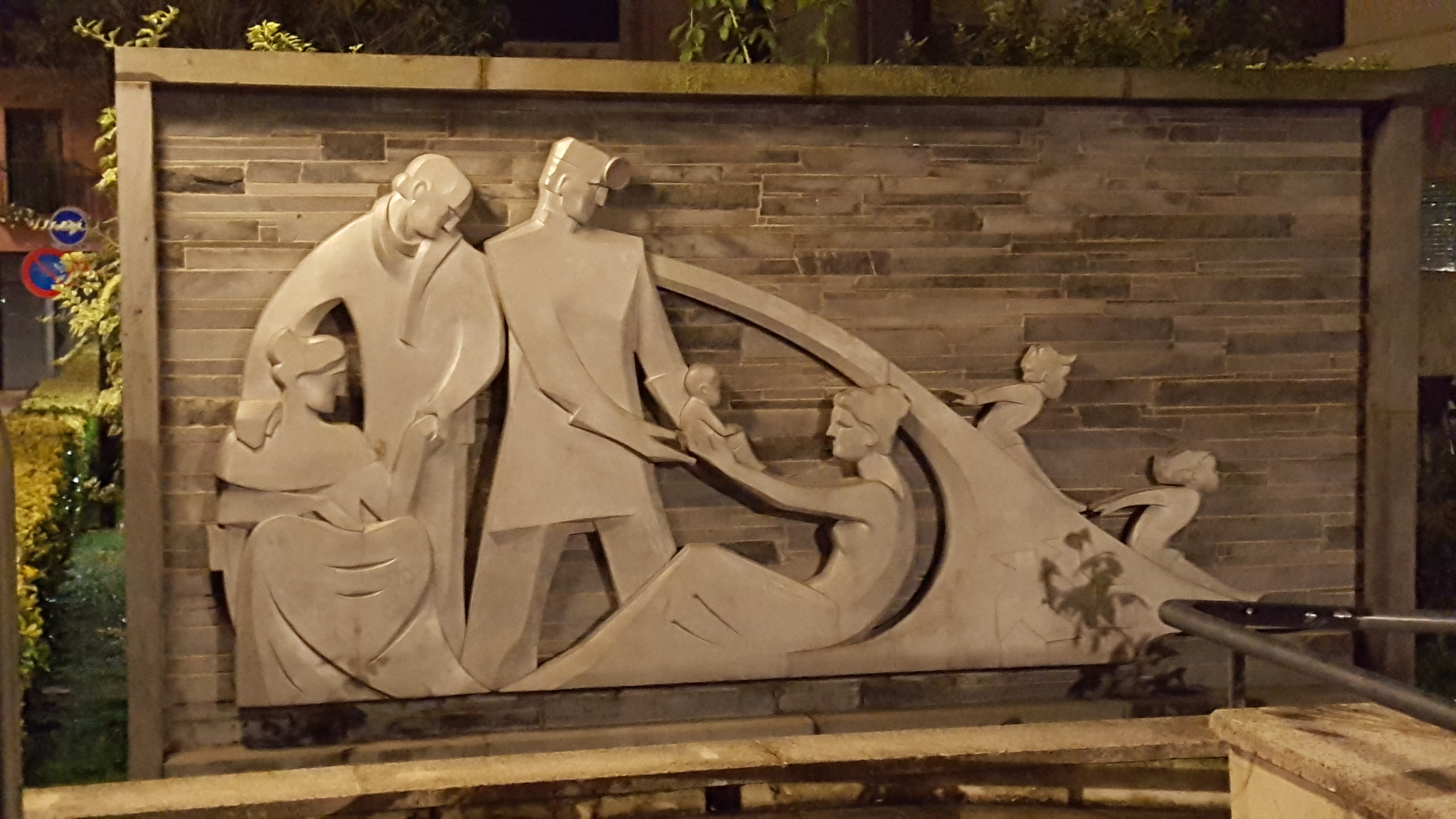
Allegorie „Das Leben“ (Lluís Carbonell), 1969, Eingangsbereich des Seniorenwohnheims Santa Maria del Tura in Olot, der letzten Wohnstätte Maria Branyas

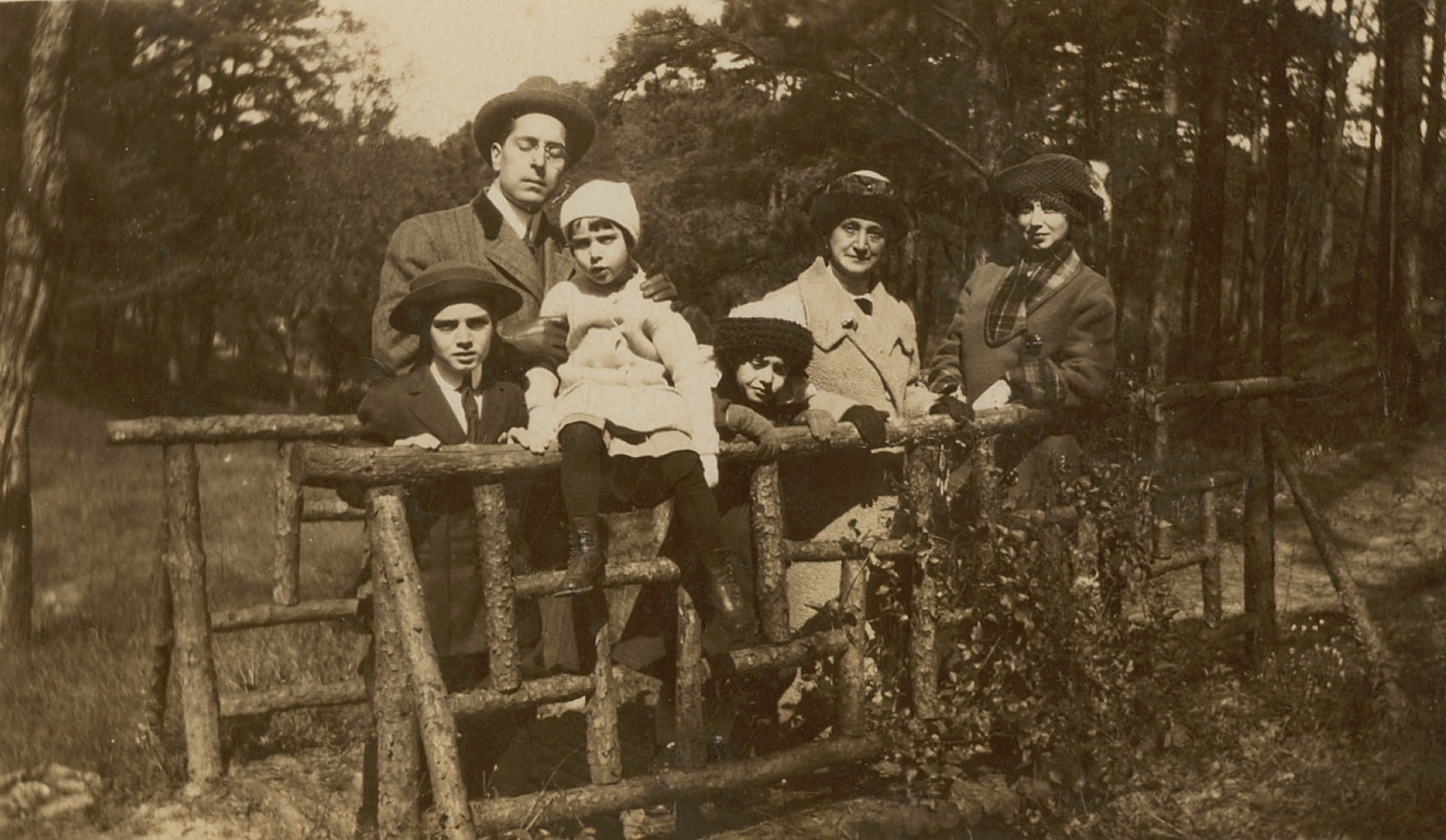
Maria Branyas (im weißen Kleid) mit ihrer Mutter, ihrem Vater und drei Geschwistern in New Orleans, Louisiana (1911)

Maria Branyas Morera (* 4. März 1907 in San Francisco, Vereinigte Staaten; † 19. August 2024 in Olot, Spanien) war eine spanische Altersrekordlerin. Sie war ab dem 17. Januar 2023 der älteste lebende Mensch der Welt; nach ihrem Tod wurde dies Tomiko Itooka.

## Leben
Maria Branyas wurde am 4. März 1907 in San Francisco in den Vereinigten Staaten als Tochter des spanischen Journalisten Joseph Branyas Julia (1877–1915) aus Pamplona (Navarra) und der Katalanin Teresa Morera Laque (1880–1968) geboren. Als Kind zog sie mit ihrer Familie nach New Orleans, wo ihr Vater die Zeitschrift Mercurio gründete und erfolgreich für die Zielgruppe spanischsprechender Amerikaner betrieb. 1914 erkrankte ihr Vater an Tuberkulose und die Familie entschloss sich, nach Katalonien zurückzukehren. Während der Atlantiküberquerung, die durch im Ersten Weltkrieg kämpfende deutsche U-Boote erschwert wurde, starb Maria Branyas’ Vater. Die Familie ließ sich zunächst in Barcelona und später in Banyoles nieder. In Banyoles absolvierte Maria Branyas den wesentlichen Teil ihrer Schulzeit. Ihre Mutter heiratete 1919 erneut und Maria Branyas Morera hatte eine wohlsituierte Kindheit, in der sie gerne Tennis und Klavier spielte.
1931 heiratete sie den Arzt und Traumatologen Joan Moret Roura aus Llagostera, der aus einer alt eingesessenen Ärzte- und Chirurgen-Dynastie aus dem Baix Empordà stammte. Das Paar hatte drei Kinder, den später ebenfalls als Chirurgen und Traumatologen praktizierenden Sohn August (1932–2019) und die Töchter Maria Teresa (* 1933) und Rosa Maria (* 1944). Die Familie ließ sich in Girona nieder, wo Joan Moret als Krankenhausarzt wirkte. Während des Spanischen Bürgerkrieges musste die Familie über Olot in das französische Nordkatalonien fliehen, da Joan Moret von republikanischer Seite als Feind eingestuft wurde. Als Arzt versorgte er dort mit Unterstützung seiner Frau Verwundete und Verletzte beider Seiten. Die Familie kehrte nach dem Bürgerkrieg nach Girona zurück. Von 1972 bis 1974 wirkte Joan Moret als Direktor des Josep-Trueta-Krankenhauses, der heutigen Universitätsklinik von Girona. Er starb 1976 an einem Herzinfarkt.
Im Jahr 2000, in ihrem 92. Lebensjahr, beschloss Maria Branyas, in das Seniorenheim Santa Maria del Tura, der ehemaligen Klinik Verge del Tura, in Olot zu ziehen. Maria Branyas erfreute sich weiter guter Gesundheit und las mit 110 Jahren täglich ihre Zeitung. 2019 hatte sie elf Enkel und elf Urenkel. Im Frühjahr 2020 kam es in diesem Wohnheim zu einem Ausbruch von COVID-19, im April wurde Maria Branyas im Alter von 113 Jahren selbst positiv auf SARS-CoV-2 getestet. Mit anhaltenden Atembeschwerden und nur einer Pflegekraft wurde sie mehrere Wochen in ihrem Zimmer isoliert, bis sie im Mai die Infektion überstanden hatte. Sie gehörte damit weltweit zu den ältesten Personen, die eine SARS-CoV-2-Infektion überlebten. In einem Interview dankte sie dem Personal ihres Pflegeheims und erklärte, die Pandemie habe den allgemeinen Mangel an Pflege für ältere Menschen offenbart.
Am 4. März 2024 feierte Maria Branyas in ihrem Wohnheim ihren 117. Geburtstag. Sie schrieb auf ihrem X-Account katalanisch „Bon dia, món. Avui faig 117 anys. He arribat fins aquí.“ („Hallo Welt. Heute werde ich 117 Jahre alt. Bis hierhin habe ich es gebracht.“). Nach persönlich vom katalanischen Ministerpräsidenten Pere Aragonès überbrachten Glückwünschen äußerte sich die Familie dahingehend, dass Maria Branyas in letzter Zeit dem Alter geschuldet deutliche Einschränkungen hinsichtlich ihrer Hör-, Seh- und Merkfähigkeit hat hinnehmen müssen und nicht mehr alleine gehen kann.
Maria Branyas betrieb mit und durch ihre Tochter Rosa Maria Moret Branya einen X-Account, in dem sie Reflexionen generell über das Leben und speziell über ihres veröffentlichte. Nach der überstandenen Corona-Infektion beispielsweise beschrieb Maria Branyas auf dem Twitter-Account ihre Strategie zur Bewältigung der durch Isolation bedingten Einsamkeit: „Im Leben sollte man sich mit guten Menschen umgeben, damit man in solchen Momenten [der Einsamkeit] an all die glücklichen Momente denken kann.“
Maria Branyas Morera starb am 19. August 2024 im Alter von 117 Jahren und 168 Tagen (insgesamt 42.903 Tage).

## Altersrekorde
Nach dem Tod von Josefa Santos González am 22. Dezember 2019 wurde Maria Branyas die älteste lebende Person in Spanien, ab dem 21. April 2023 war sie die älteste Spanierin aller Zeiten. Ab dem 30. August 2021 gehörte sie auch zu den 100 ältesten Personen aller Zeiten. Ab dem 23. Januar 2022 war sie eine der fünf ältesten lebenden Personen weltweit, seit Tekla Juniewicz’ Tod am 19. August 2022 war sie hinter Lucile Randon, die ebenfalls eine Corona-Infektion überlebt hat, die zweitälteste lebende Person der Welt.
Nach dem Tod der 118-jährigen französischen Ordensfrau Lucile Randon am 17. Januar 2023 war sie der älteste lebende Mensch der Welt, dessen Alter verifiziert wurde.
Am 21. April 2023 übertraf sie das Alter von Ana Vela Rubio und wurde damit zur ältesten Person, die jemals in Spanien lebte. Nach dem Tod der Japanerin Fusa Tatsumi wurde sie zur letzten noch lebenden Person, die im Jahr 1907 geboren war. Als sie am 9. Mai 2024 das Alter von Delphia Welford überschritt, stieg sie in die Top 10 der ältesten Menschen ein.